# Выборы председателя Государственной думы (2016)
Выборы председателя Государственной думы VII созыва прошли 5 октября 2016 года. В выборах участвовали два кандидата: Вячеслав Володин от «Единой России» и Дмитрий Новиков от КПРФ.

## Кандидаты
Из четырёх фракций в Государственной думе VII созыва, своих кандидатов выдвинули только две — «Единая Россия» и КПРФ. ЛДПР и «Справедливая Россия» не стали выдвигать своих кандидатов и публично поддержали кандидатуру Вячеслава Володина.
- Вячеслав Викторович Володин («Единая Россия»)[2];
- Дмитрий Георгиевич Новиков (Коммунистическая партия Российской Федерации)[3].

## Результаты
| Место            | Место            | Кандидат                    | Голосов | %        |
| ---------------- | ---------------- | --------------------------- | ------- | -------- |
|                  | 1.               | Вячеслав Викторович Володин | 404     | 89,8 %   |
|                  | 2.               | Дмитрий Георгиевич Новиков  | 40      | 8,9 %    |
| Сдано бюллетеней | Сдано бюллетеней | Сдано бюллетеней            | 444     | 98,7 %   |
| Всего голосов    | Всего голосов    | Всего голосов               | 450     | 100,00 % |
| Источник         |                  |                             |         |          |